# ブラトルボロ (バーモント州)
ブラトルボロ（英: Brattleboro）は、アメリカ合衆国バーモント州のウィンダム郡にある町。州の南東部にあり、ニューハンプシャー州との州境に接している。人口は1万2184人（2020年）。コネチカット川に沿い、ウェスト川が合流する地点にある。
ブラトルボロはバーモント州最古の町であり、その活発な芸術の社会で知られている。町内には精神科病院であり、回復期センターとして定評あるブラトルボロ・リトリートがあり、またマールボロ・カレッジ・センター・フォー・グラデュエイト・アンド・プロフェッショナル・スタディーズと、国際教育機関であるSITグラデュエイト・インスティチュートという、2つの大学院大学がある。

## 歴史

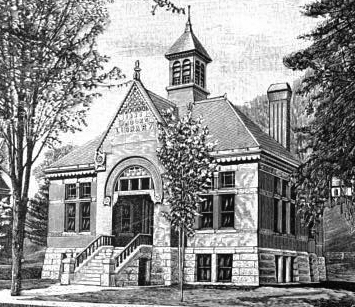
ブルックス自由図書館、1886年建設、1971年解体、建築家はアレクサンダー・C・カリア、スケッチは1895年頃の制作

### アベナキ族の土地
かつて「ワンタスティケット」と呼ばれたブラトルボロのある地域は、ウェスト川がコネチカット川に合流する地点にある。ウェスト川はアベナキ語で「ワンタスティケット」と呼ばれ、「西に流れる川」を意味した。その合流点にはワンタスティケット山があり、その源にはワンタスティケット池がある。アベナキ族は、夏の猟場であるバーモント州北西部のミシスコイと、冬の定着地である現在のノースフィールドに近いスクアキーグの間を、毎年行き来した。この地域を度々訪れたアベナキ族のバンドは「ソコキ」と呼ばれ、「自分の道を行く人々」あるいは「寂しい道の人々」を意味している。アベナキ族は17世紀から18世紀にヨーロッパ人の開拓者に対抗して、「ダキナ」と呼んだ自分達の土地をしっかりと守った（特にダマーの戦争）。1700年代半ばにアベナキ族はフランスと同盟したので、その大半は北のケベックに追いやられ、イギリス、後にはアメリカの開拓のための道が開けることになった。

### フロンティアの砦
ダマーの戦争のとき、インディアンの酋長グレイ・ロックなどからマサチューセッツ湾植民地を守るために、植民地議会は1723年12月27日に、後にブラトルボロとなる場所に小要塞と防御柵を建設することを決めた。副総督のウィリアム・ダマーが署名して成立し、ダマー砦の建設は1824年2月3日に始まった。その年夏になる前に完成した。同年10月11日、フランス軍が砦を攻撃し、兵士を何人か殺した。1725年、ダマーの戦争が終わった。
1728年、砦は友好的なインディアンとの交易拠点に転換された。しかし1744年、ジョージ王戦争が起こり、1748年まで続いた。1750年まで小さな軍隊が砦に残っていたが、その後は不要と判断された。
この地域は当初イクイバレント・ランドの一部であり、ニューハンプシャー払い下げ地の1つとしてベニング・ウェントワース総督から1753年12月26日に町が認定された。ボストンの主要領主であるウィリアム・ブラトル・ジュニア大佐に因んで町の名前がブラトルボロとなった。このときも開拓は暫定的なものだったが、フランスが新世界を放棄した1763年パリ条約以後に開拓が進んだ。
地域での紛争が無くなると、ブラトルボロは急速に発展し、間もなく事業や富では州内でも並ぶものがない存在になった。1771年、スティーブン・グリーンリーフが東の村で州内初の店舗を開き、1784年には郵便局が設立された。1804年、コネチカット川の対岸ニューハンプシャー州ハインズデールとを結ぶ橋が建設された。1834年、精神的に病んだ人のためのブラトルボロ・リトリートが、アンナ・マーシュの遺志で設立された。1844年、ロバート・ウェッセルボーフト博士がブラトルボロ湯治場を開設した。これは国内でも3番目の湯治場だった。ウェットストン・ブルック近くで純粋な泉水が発見され、町は鉱泉治療のリゾートになっていたが、1871年に「ウォーター・キュア」が閉鎖された。

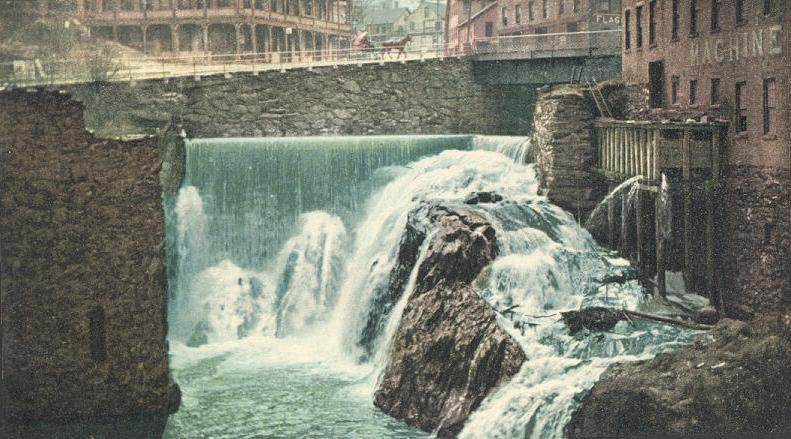
ウィートストン滝、1907年

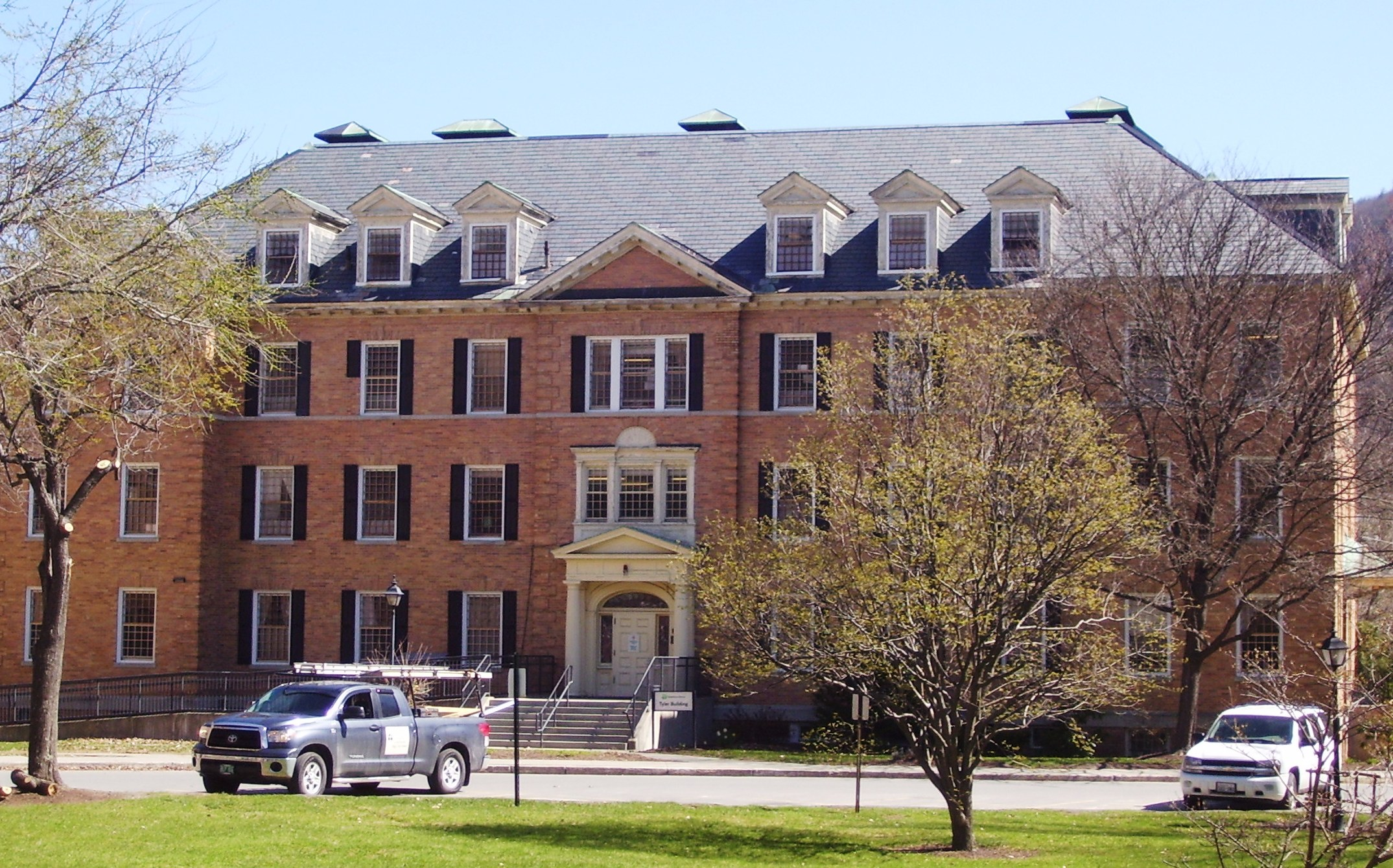
ブラトルボロ・リトリート、1834年から精神疾患や薬物依存の患者を治療した

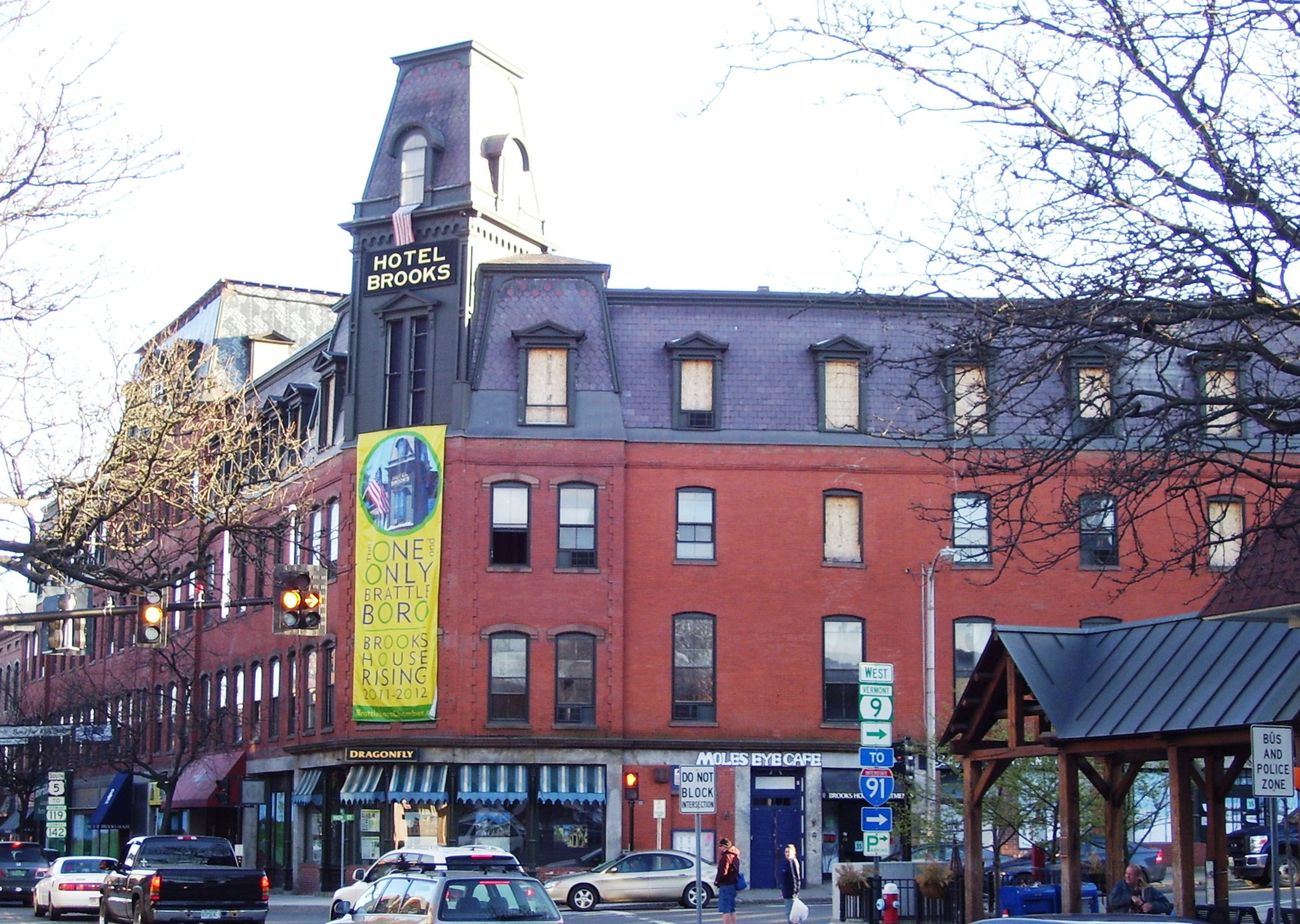
ブルックス・ハウス、1871年に建設され、ブラトルボロ最大の商業ビルだった、2011年の火事で損傷を受け、2014年時点でも補修中である

### 工場町
ウィートストン滝が水車のための水力を与えたので、製材所や製粉所が始められた。1859年までに、人口は3,816人に達し、毛織物工場、製紙工場、製紙機械製造工場、メロディオン製作工場があり、機械店が2軒、小麦粉製粉所1か所、馬車の工場1軒、印刷所4軒があった。バーモント・アンド・マサチューセッツ鉄道とバーモント・バレー鉄道が開通し、穀物、木材、テレピン油、獣脂、豚肉の交易で繁栄した。1888年、町名の綴りが「Brattleborough」から「Brattleboro」と、少し短くなった。これはアメリカ合衆国郵便公社からの要請に従ったものだった。
イギリスの詩人・小説家のジョゼフ・ラドヤード・キップリングが、1890年代初期の土地の生活を記している。雪が多く、雄牛に曳かせる橇を使い、この小さな町には住民同士のキップリングが「恐ろしいほどの親密さ」と呼んだものが浸透していた。キップリングは、都市あるいは西部で運を開こうと去っていった男達の不足を記録し、それによる女性達の生活における寂しさと憂鬱、農夫にとって冬の間でも長い労働時間、それも助けは無く、さらに農園の放棄を記録した。
社会保障制度給付金を最初に受け取ったのは、1940年1月31日、ブラトルボロ出身のアイダ・メイ・フラーだった。

## 地理
ブラトルボロは北緯42度51分15秒 西経72度33分31秒 / 北緯42.85417度 西経72.55861度に位置している。バーモント州の中で南東の外れに位置しているので、州都モントピリアに行くよりも、地理的にはニューヨーク州オールバニ、コネチカット州ハートフォード、マサチューセッツ州ボストン、ニューハンプシャー州コンコードといった各州都に近い。
アメリカ合衆国国勢調査局に拠れば、市域全面積は32.5平方マイル (84.0 km2)であり、このうち陸地32.0平方マイル (82.9 km2)、水域は0.5平方マイル (1.2 km2)で水域率は1.42%である。町内の排水はウェスト川、エイムズヒル・ブルック、ウィートストン・ブルックに流れる。コネチカット川バレーの中にあり、東側の境界、すなわちバーモント州とニューハンプシャー州の州境はコネチカット川の西岸である。町の周りには丘陵や山がある。

## 開発
ブラトルボロは、マサチューセッツ州から州間高速道路91号線を北上すると、州境を越えて最初の大きな町であり、田園的な雰囲気と、多くのホテルがあるように都会的な便利さとが混合されている。町内には多くのギャラリーや店舗がある。
2007年、フェアトレードタウンと指定する決議案を採択し、ペンシルベニア州メディアに次いで、国内2番目のフェアトレード認証町となった。
町の中で人口密度が高い中心部はコネチカット川バレーの正に底にあたる。地域には丘陵が多く、比較的平らな土地が少ないので、多くの建物は急峻な斜面にあり、互いに寄り集まっている。地形によって都会的な雰囲気を創り出している。
1950年代から伝統的な中心街の外、西部、南部、北部に郊外開発が行われてきた。南部は圧倒的に1世帯あるいは2世帯住宅であり、3階建て住宅が混ざっている。商業と工業の施設は地域を横切るアメリカ国道5号線/キャナル通り沿いに集中している。町の高校と地域職業訓練校がこの地域にある。
町の西部は2005年に正式にビレッジとなり、ほとんどは住宅地である。州内最大の移動式住宅の駐車場があり、また幾つか大型開発計画もある。
北部は1960年代と1970年代に開発された。住宅地はほとんど無く、パットニー道路沿いに互いに近接した7軒のホテルなど大型商業施設や工業施設が多い。C&Sホールセール・グローサーズがここに本社を置いていたが、2005年にニューハンプシャー州キーンに移転した。しかし州間高速道路91号線に近いために、ブラトルボロでも大型の物流と倉庫の拠点を維持している。
ブラトルボロの郊外は田園部の感覚であり、ほとんど住宅が無く、1970年代に酪農業が崩壊した後はブラトルボロに残る最後の農場がある。その最盛期には170以上の農園があったが、今では僅か9つである。ホルスタイン牛協会も本部を構えている。

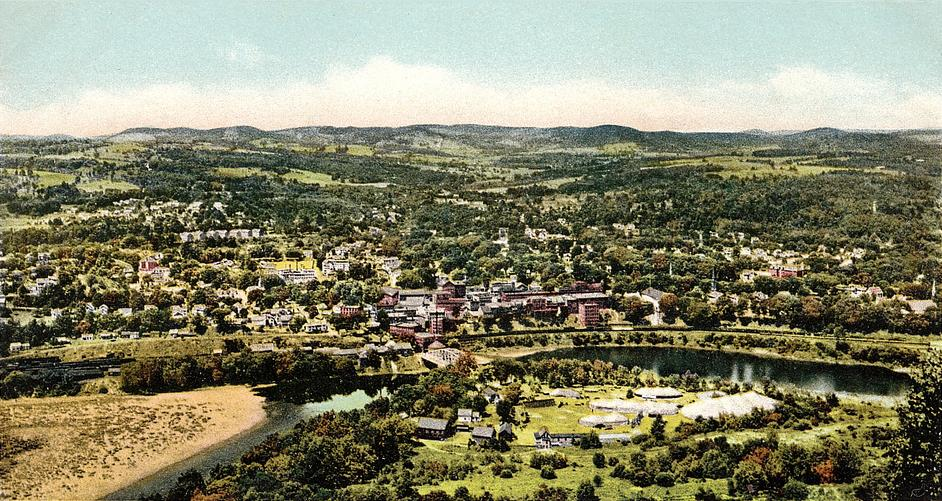
1905年のブラトルボロ鳥瞰図

## 気候
ブラトルボロは湿潤大陸性気候（ケッペンの気候区分Dfa）にあり、寒く雪の多い冬と、暑く湿気た夏が特徴である。過去最高気温は1955年に観測された100°F (38 ℃)、過去最低気温は1958年の-33°F (-36 ℃) だった。毎年の降水量では5月が最も多く、2月が最も少ない。年間降雪量の平均は92.58インチ (235 cm) である。
アメリカ合衆国農務省による植物耐寒性帯では「5a」に属している。
| ブラトルボロの気候        | ブラトルボロの気候 | ブラトルボロの気候 | ブラトルボロの気候 | ブラトルボロの気候 | ブラトルボロの気候 | ブラトルボロの気候 | ブラトルボロの気候 | ブラトルボロの気候 | ブラトルボロの気候 | ブラトルボロの気候 | ブラトルボロの気候 | ブラトルボロの気候 | ブラトルボロの気候 |
| 月                        | 1月                | 2月                | 3月                | 4月                | 5月                | 6月                | 7月                | 8月                | 9月                | 10月               | 11月               | 12月               | 年                 |
| ------------------------- | ------------------ | ------------------ | ------------------ | ------------------ | ------------------ | ------------------ | ------------------ | ------------------ | ------------------ | ------------------ | ------------------ | ------------------ | ------------------ |
| 最高気温記録 °F （°C）    | 62 (17)            | 65 (18)            | 83 (28)            | 97 (36)            | 95 (35)            | 100 (38)           | 99 (37)            | 100 (38)           | 100 (38)           | 91 (33)            | 78 (26)            | 68 (20)            | 100 (38)           |
| 平均最高気温 °F （°C）    | 32 (0)             | 36 (2)             | 45 (7)             | 57 (14)            | 70 (21)            | 79 (26)            | 84 (29)            | 82 (28)            | 73 (23)            | 62 (17)            | 49 (9)             | 36 (2)             | 58.8 (14.8)        |
| 平均最低気温 °F （°C）    | 11 (−12)           | 13 (−11)           | 24 (−4)            | 34 (1)             | 45 (7)             | 54 (12)            | 59 (15)            | 57 (14)            | 49 (9)             | 37 (3)             | 29 (−2)            | 18 (−8)            | 35.8 (2)           |
| 最低気温記録 °F （°C）    | −30 (−34)          | −33 (−36)          | −19 (−28)          | 5 (−15)            | 22 (−6)            | 31 (−1)            | 39 (4)             | 36 (2)             | 24 (−4)            | 10 (−12)           | −16 (−27)          | −24 (−31)          | −33 (−36)          |
| 降水量 inch （mm）        | 3.92 (99.6)        | 3.15 (80)          | 3.94 (100.1)       | 3.97 (100.8)       | 4.32 (109.7)       | 4.07 (103.4)       | 3.87 (98.3)        | 4.20 (106.7)       | 3.78 (96)          | 4.03 (102.4)       | 4.13 (104.9)       | 3.69 (93.7)        | 47.07 (1,195.6)    |
| 出典：The Weather Channel |                    |                    |                    |                    |                    |                    |                    |                    |                    |                    |                    |                    |                    |

## 人口動態
住民のほとんど全てはブラトルボロとウェストブラトルボロと名付けられた国勢調査指定地域に住んでいる。2010年国勢調査の結果は人口に大きな変化が無かったことを示している。それでもバーモント州の東州境部では人口最大の町である。
以下は2000年国勢調査による人口統計データである。
| 基礎データ - 人口: 12,005 人 - 世帯数: 5,364 世帯 - 家族数: 2,880 家族 - 人口密度: 144.9人/km2（375.3 人/mi2） - 住居数: 5,686 軒 - 住居密度: 68.6軒/km2（177.7 軒/mi2） 人種別人口構成 - 白人: 94.06% - アフリカン・アメリカン: 1.13% - ネイティブ・アメリカン: 0.26% - アジア人: 1.67% - 太平洋諸島系: 0.04% - その他の人種: 0.55% - 混血: 2.28% - ヒスパニック・ラテン系: 1.67% 年齢別人口構成 - 18歳未満: 22.3% - 18-24歳: 6.6% - 25-44歳: 29.2% - 45-64歳: 25.3% - 65歳以上: 16.6% - 年齢の中央値: 40歳 - 性比（女性100人あたり男性の人口） - 総人口: 84.0 - 18歳以上: 79.9 | 世帯と家族（対世帯数） - 18歳未満の子供がいる: 27.2% - 結婚・同居している夫婦: 37.8% - 未婚・離婚・死別女性が世帯主: 12.8% - 非家族世帯: 46.3% - 単身世帯: 37.8% - 65歳以上の老人1人暮らし: 13.3% - 平均構成人数 - 世帯: 2.15人 - 家族: 2.84人 収入と家計 - 収入の中央値 - 世帯: 31,997米ドル - 家族: 44,267米ドル - 性別 - 男性: 31,001米ドル - 女性: 25,329米ドル - 人口1人あたり収入: 19,554米ドル - 貧困線以下 - 対人口: 13.1% - 対家族数: 9.2% - 18歳未満: 18.0% - 65歳以上: 9.2% |

## 町政府
ブラトルボロは代表制タウンミーティング形式の政府を採用しており、町全体から5人の委員を選出する町政委員会と、町を3つに分けた選挙区から選ばれる数十人の代表がタウンミーティングに出席する。町政委員会が町政府の行政府と見なされている。5人の委員は3人が任期1年、2人が任期3年である。町政委員会はタウンマネジャーを雇用し、監督する。町内の3つの選挙区からそれぞれバーモント州議会下院議員を選出している。

## 教育
ブラトルボロの教育は公立私立、初等中等、高等教育機関と職業訓練機関の多様な混合で行われている。マールボロ・カレッジは中心街に近い大学院大学である。SITグラデュエイト・インスティチュートも私立の大学院大学であり、5つの部門で修士号を提供している。バーモント・コミュニティカレッジも町内ノースエンドにキャンパスを持っている。
公立の小学校は下記3校がある。
- グリーン通り学校
- キャナル通り/オークグローブ学校
- アカデミー学校

公立中学はバトルボロ地域中学校の1校、高校はボトルボロ・ユニオン高校の1校である。ウィンダム郡の公立学校を監督するウィンダム南東監督ユニオンは、職業訓練校であるウィンダム地域職業訓練校を監督している。

## 交通

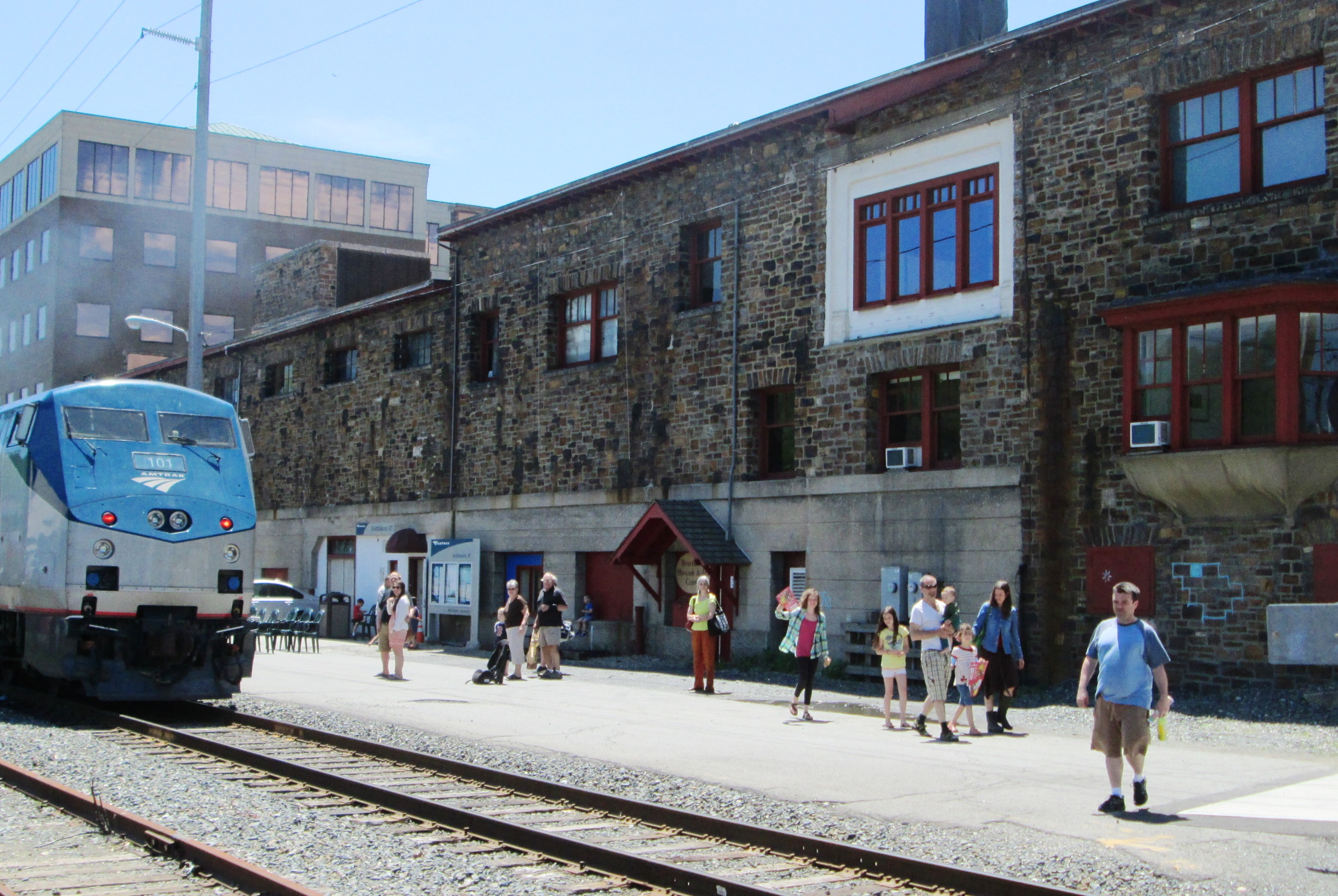
ブラトルボロ駅

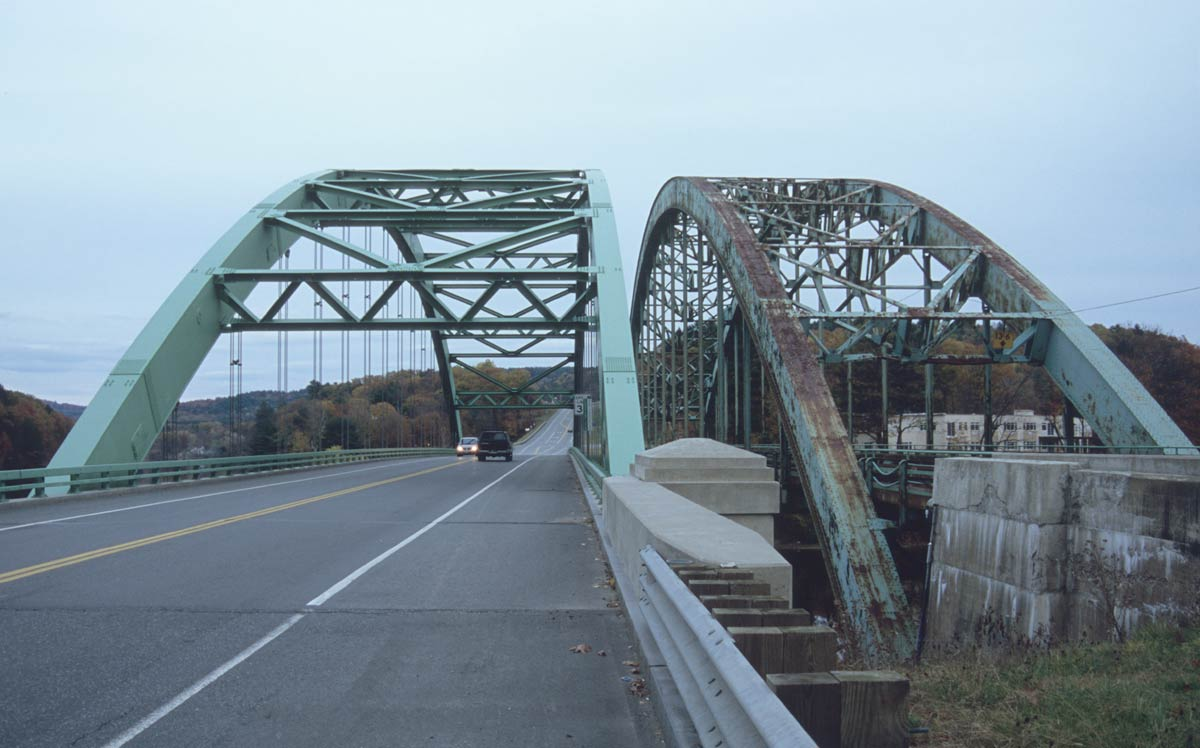
コネチカット川に架かるアメリカ合衆国海軍シービーズ橋

### 鉄道
アムトラックのブラトルボロ駅はバーノン・ロード10にある。ブラトルボロ駅にはセントオールバンズとワシントンD.C.間の昼行長距離列車ヴァーモンター号が1日1往復停車する。ヴァーモンター号の経路を昔のモントリオーラー号の経路（マサチューセッツ州の都会スプリングフィールドから大学町のノーサンプトンと小都市のグリーンフィールドを通りブラトルボロに至る）への再配置を7,000万ドルを掛けて進行中であり、ブラトルボロは最終停車駅になる。2014年12月29日に完成した。

### バス
コネチカット川交通（愛称カレント）が、月曜から土曜の朝6時から夕方6時半まで町内のビーライン・バス便を運行している。路線は赤、青、白と識別される。これらはT型をした町の街路図を通して住民が乗り継ぐことができるようにしている。ブラトルボロからベローズフォールズまでウィークデイの通勤バスも運行している。ディアフィールド・バレー交通協会の「ムーバー」もブラトルボロとウィルミントンの間で毎日バスを運行している。さらに全国的なバス便を運行するグレイハウンドが、州間高速道路91号線第1出口の北東、キャナル通りのガソリンスタンドにバス停を持っている。

### 道路と高規格道路
町内を州間高速道路1本を含め6本の高規格道路が通っている。
- 州間高速道路91号線
- アメリカ国道5号線（コネチカット川バイウェイ）
- バーモント州道9号線（モリー・スターク・トレイル）
- バーモント州道30号線
- バーモント州道119号線
- バーモント州道142号線

バーモント州道9号線はベニントンの西、ニューヨーク州境から東にブラトルボロ中心街を通り、北に折れてニューハンプシャー州境に向かう。地元ではモリー・スターク・トレイル、マールボロ道路、ウェスタン・アベニュー、ハイ・ストリート、メインストリート、パットニー道路と様々に呼ばれる。メインストリートとハイ・ストリート交差点から北に、州間高速道路91号線第3出口までは、アメリカ国道5号線と重なる。
アメリカ国道5号線は南のギルフォードの町からブラトルボロに入り、北向きに中心街を抜け、北のダマーストンに抜ける。地元ではキャナル通り、メインストリート、パットニー道路と呼ばれる。南行きはパークプレースに沿いリンデン通りの一部を通り、メインストリートの北端で一方通行の三角形となる。バーモント州内ではその全長に渡ってコネチカット川バイウェイと呼ばれる。州内では全国レベルの景観道路の指定を受ける唯一の景観側道である。
バーモント州道30号線は州内でも景観の良い道路であり、ウェスト川の南岸に沿って北西に走っている。パークプレースとリンデン通り交差点が南端であり、ダマーストンに出て行く。地元ではリンデン通り、およびウェスト川道路と呼ばれる。
州間高速道路91号線はコネチカット州からカナダ国境まで通っており、ブラトルボロでは町の中心状を半円状に迂回して通過している。3つの出口を利用できる。

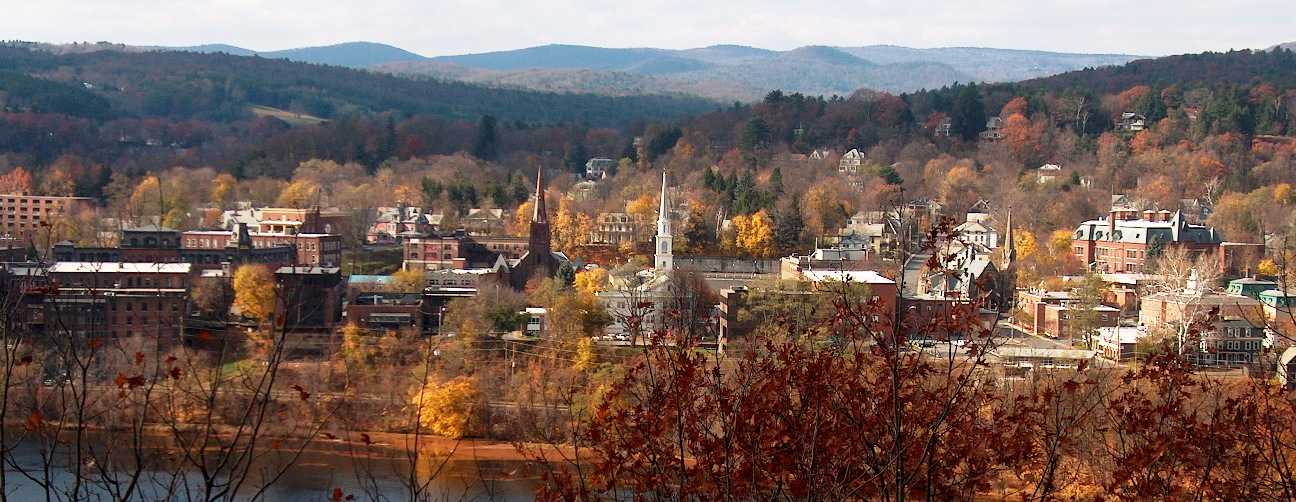
ブラトルボロ中心街、ニューハンプシャー州からコネチカット川越しに見る

## 文化

### 印刷物
町内では日刊紙の「ブラトルボロ・リフォーマー」が発行されており、発行部数は約11,000部である。非営利のコミュニティ週刊紙「コモンズ」は発行部数8,000部である。コミュニティ紙「ペアレント・イクスプレス」はブラトルボロ、ニューハンプシャー州キーンおよびバーモント州ウィンダム郡やニューハンプシャー州チェシャー郡で購読されている。

### ラジオ
ブラトルボロで聴取できるFMラジオは4局、AMラジオは2局ある。

### 芸術と行事

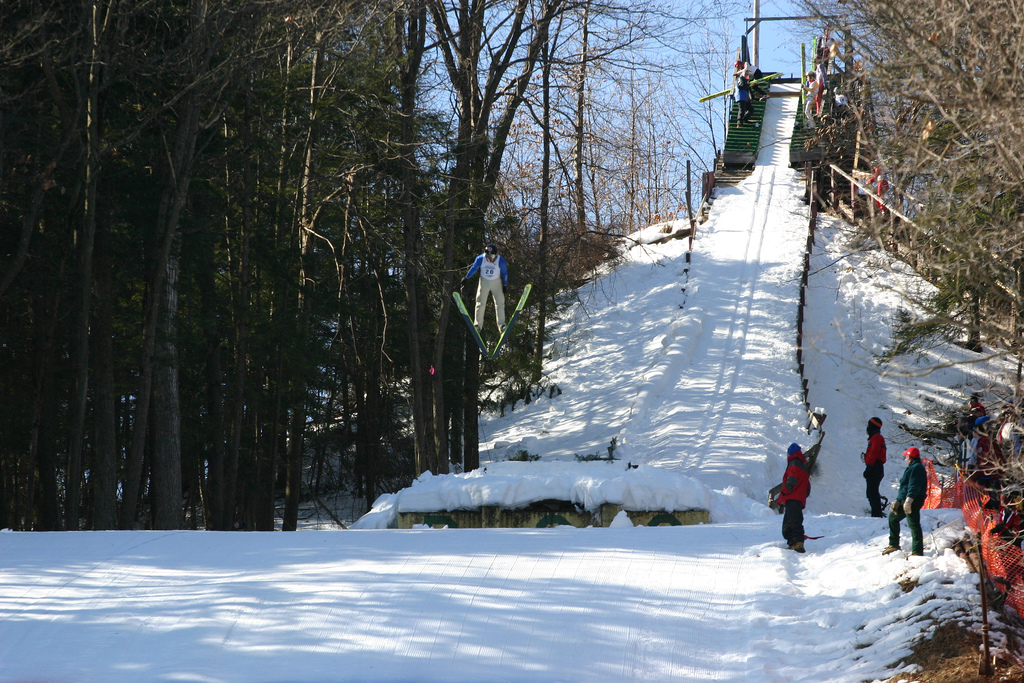
ハリスヒル・スキー・ジャンプ場の参加者

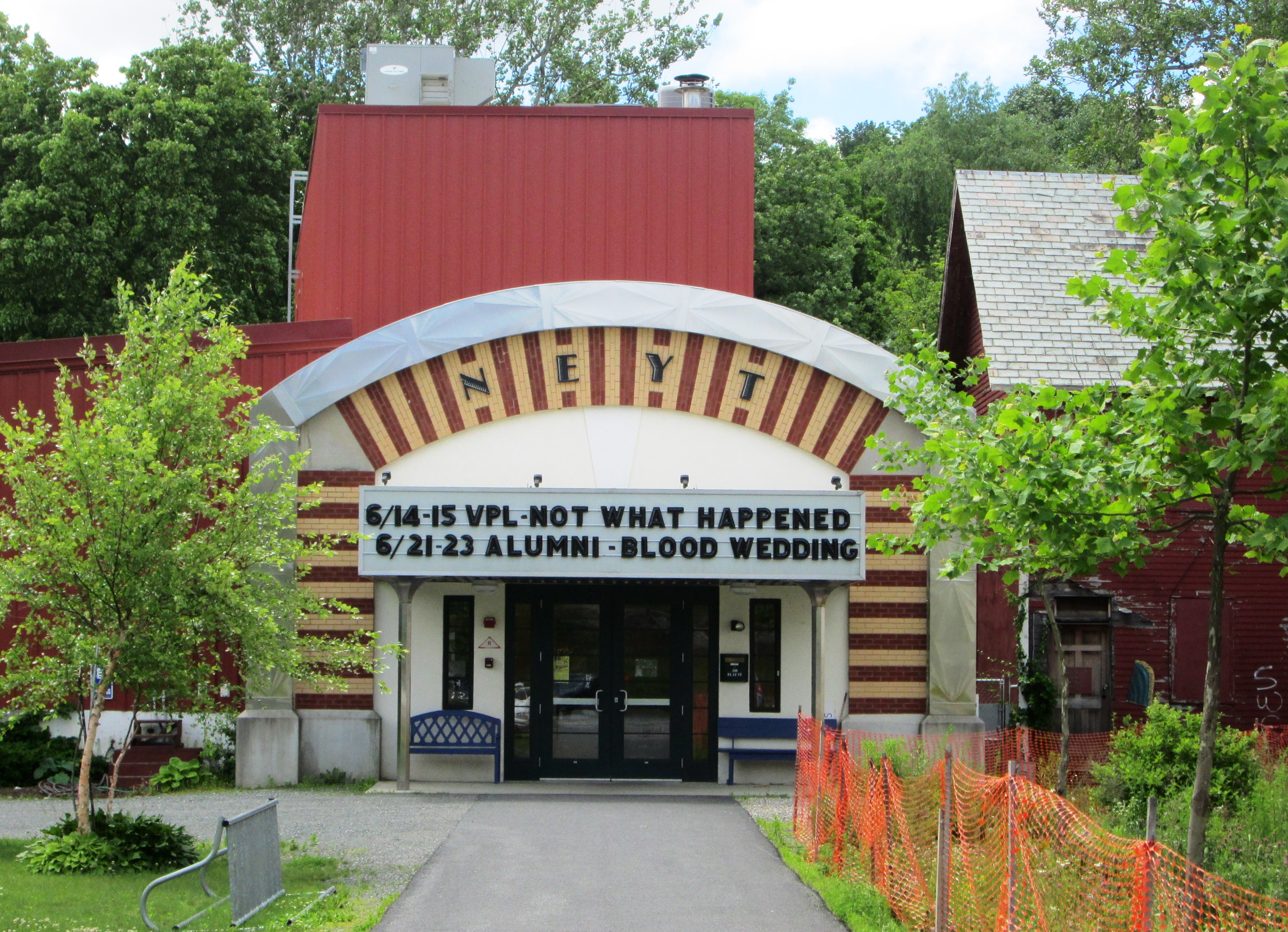
ニューイングランド青年劇場

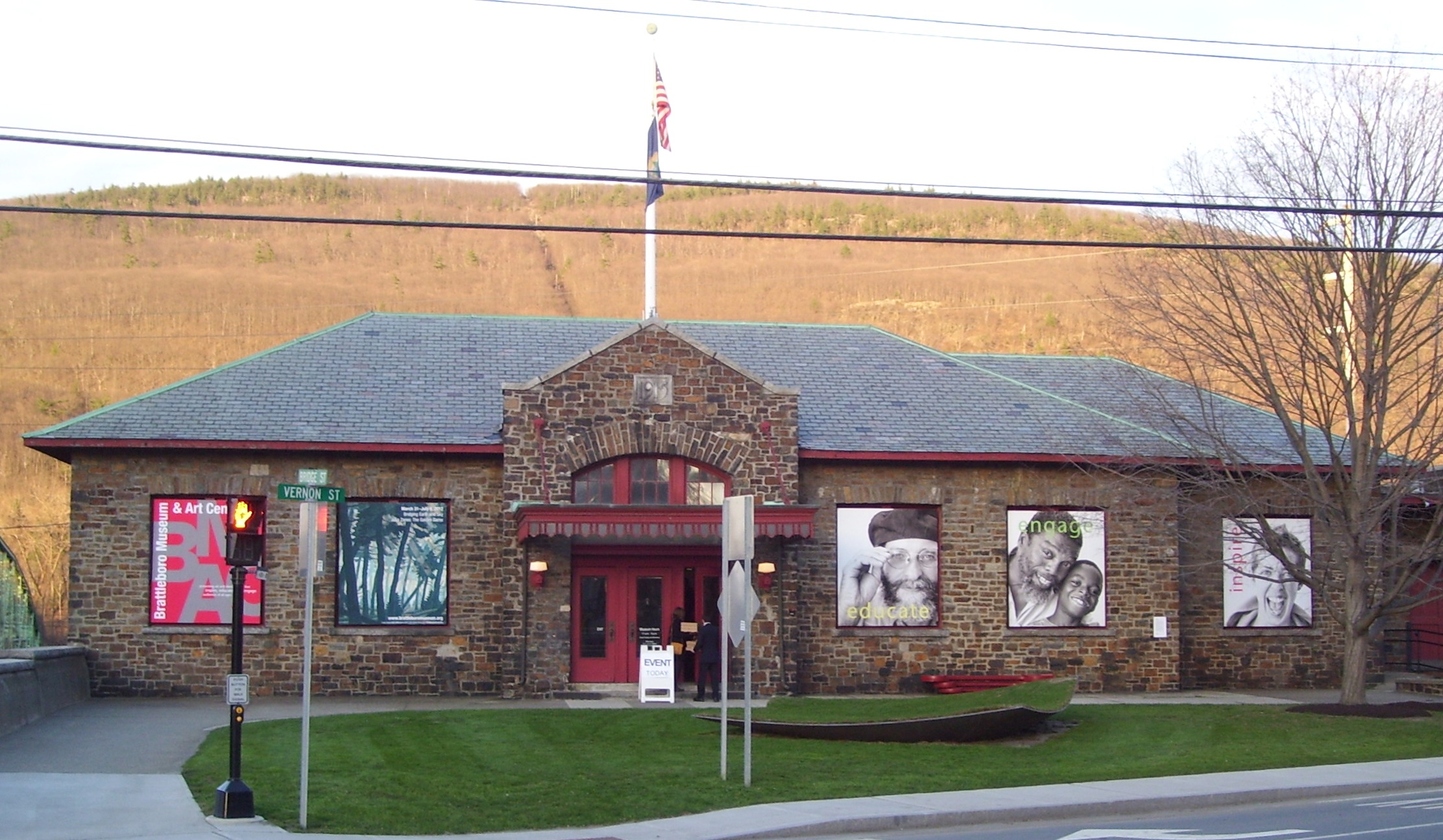
ブラトルボロ美術館、元はユニオン駅

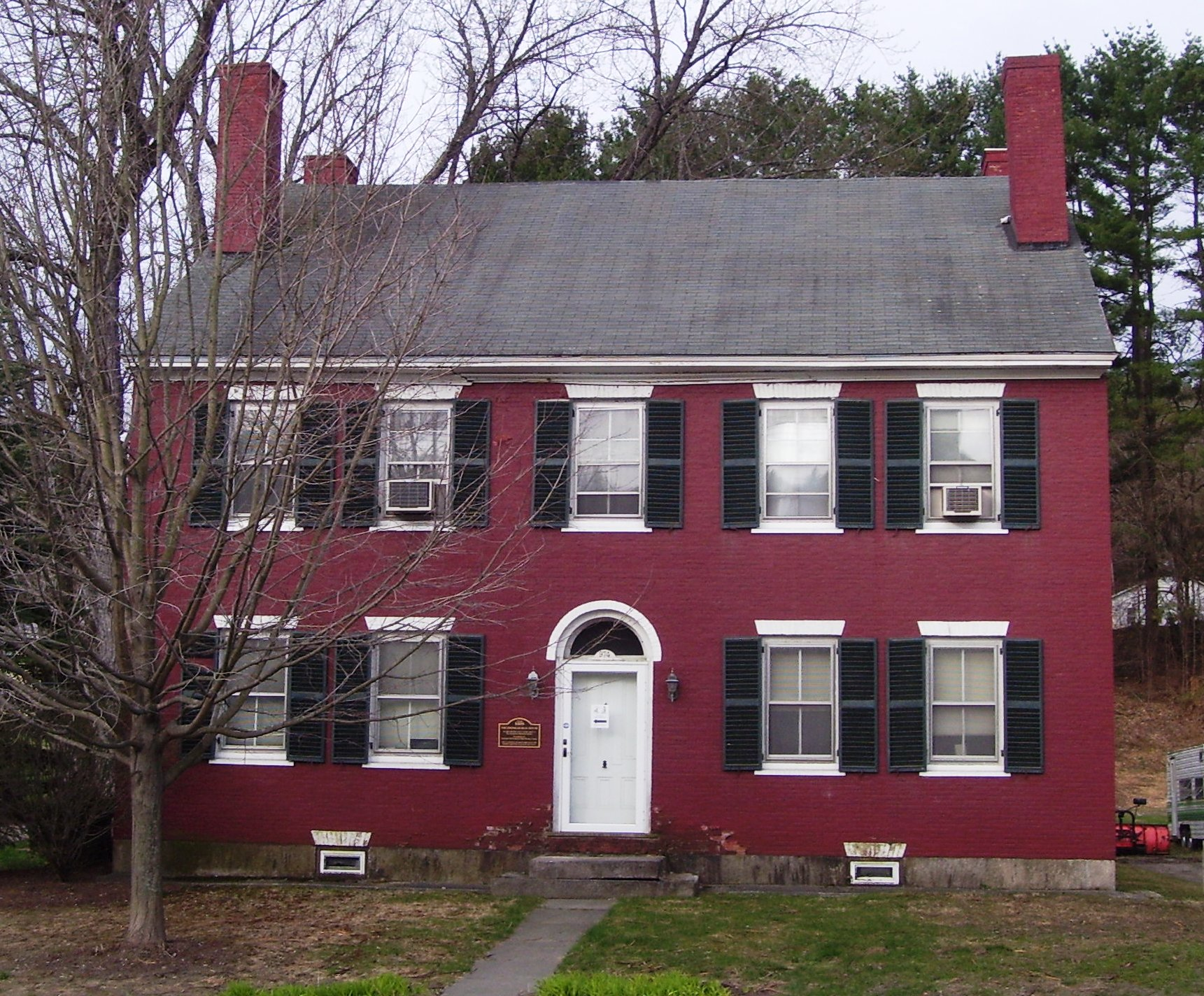
ジェレマイア・ビール博物館、ブラトルボロ歴史協会

ブラトルボロは芸術活動が盛んである。ジョン・ビラニの出した「アメリカの小さな芸術町100傑」に入っており、人口3万人以下の町では第9位である。
毎月第1金曜日には、「ギャラリー・ウォーク」と呼ぶ行事を開催しており、ギャラリー、芸術家、芸術組織が一般大衆向けに新しい作品を公開したり、公演を行ったりしている。参加する団体は、ブラトルボロ博物館芸術センター、フッカー・ダナム劇場とギャラリー、インサイト写真プロジェクト、リバー・ギャラリー学校、スルー・ザ・ミュージック、ウィンダム・アートギャラリーがある。
町内にあるその他の著名芸術組織として、ブラトルボロ音楽センター、バーモント劇団、ニューイングランド青年劇場、ブラトルボロ女声合唱団、ニューイングランド・サーカス芸術センター、バーモント演芸実験室、バーモント・ジャズセンターがある。
年間行事には次のものがある。
- ウィンター・カーニバル、2月開催[47]
- ハリスヒル・スキー・ジャンプ大会、2月開催[48]
- 女性映画祭、3月開催[49]
- メイプル・オープンハウス・ウィークエンド、3月開催
- リバー・ギャラリー学校慈善オークション、3月開催
- テイスト・オブ・ザ・タウン、5月開催[50]
- スローリビング・サミット、5月下旬または6月初旬開催、下記ストローリング・オブ・ザ・ハイファーズの直前の週末[51]
- ストローリング・オブ・ザ・ハイファーズ、6月第1週末開催[52]
- バーモント劇団の「シェイクスピア・イン・ザ・パーク」、6月と7月に開催[53]
- ブラトルボロ・フリー・フォーク祭、2003年から開催
- ブラトルボロ文学祭、10月開催[54]
- ブラトルボロ映画祭、11月最初の2週間で開催[55]

## 見どころ
- ブラトルボロ歴史協会[56]
- ブラトルボロ博物館芸術センター[34]
- ダマー砦州立公園[57]
- フッカー・ダナム劇場とギャラリー[35]
- ニューイングランド・サーカス芸術センター[44]
- ニューイングランド青年劇場[42]
- バーモント劇団[41]

## 医療
- 町内にはブラトルボロ記念病院があり[58]、1904年からバーモント州南東部を担当する61床の地域病院である。2014年時点では一次医療と専門医137人が居る[59]。
- 町内にはブラトルボロ・リトリートもある。大型の民営非営利精神科病院であり、1834年にアンナ・ハント・マーシュが設立した。中心街の北、ウェスト川の南岸を見下ろす1,000エーカー (4.0 km2) の土地にある。急性精神病治療施設として国内でも最初期に設立され、この分野ではパイオニアと見なされている[60]。従業員数は2013年時点で約400人であり、町では第3位、州内では第45位だった[61]。
- ヘルスケア・アンド・リハビリテーション・サービス・オブ・・バーモント[62]はブラトルボロやウィンダム郡、ウィンザー郡に、精神科、薬物乱用、発達障害の外来治療を行っている。本部はスプリングフィールドにある。

## 警察
ブラトルボロ警察署は町の主要警察組織であり、ウェストブラトルボロも管轄している。
バーモント州警察はウェストブラトルボロのウェスタン・アベニューに分署をおき、町を担当している。

## 大衆文化の中で
- H・P・ラヴクラフトの小説『暗闇のささやき』では、ブラトルボロが主要な舞台になっている[66]
- 19世紀アメリカで著名かつ影響力があった画家ウィリアム・モリス・ハントの誕生地かつ死没地である
- デヴィッド・フォスター・ウォレスの小説『Infinite Jest』にはブラトルボロが繰り返し出てくる[67]
- ジェイコブ・M・アッペルの『Scouting for the Reaper』シリーズの多くで、ブラトルボロが舞台になっている
- アーチャー・メイアーが書いている人気ミステリーシリーズ『Joe Gunther』は、ブラトルボロが主舞台である[68]
- トム・テイラーの戯曲『Our American Cousin』の主人公はブラトルボロでイギリスの親戚と出遭い、その後の事件が起きるイングランドに旅立つ
- 喜劇映画『Super Troopers』では、アルコット・"ソーニー"・ラマソーン中尉が、その駐屯地が閉鎖されるので、ブラトルボロが移転するにはいい町だと提案する
- 2011年のアクション映画『エンジェル ウォーズ』では、精神科病院がブラトルボロにある
- 2008年3月、町の警察がジョージ・W・ブッシュ大統領とディック・チェイニー副大統領を逮捕し、告訴することを要求する住民投票で、賛成2,012票、反対1,795票で承認した[69]
- 2012年5月、スミソニアン・マガジンで「2012年アメリカの小さな町20傑」でブラトルボロが第11位に入った[70]